# Melê

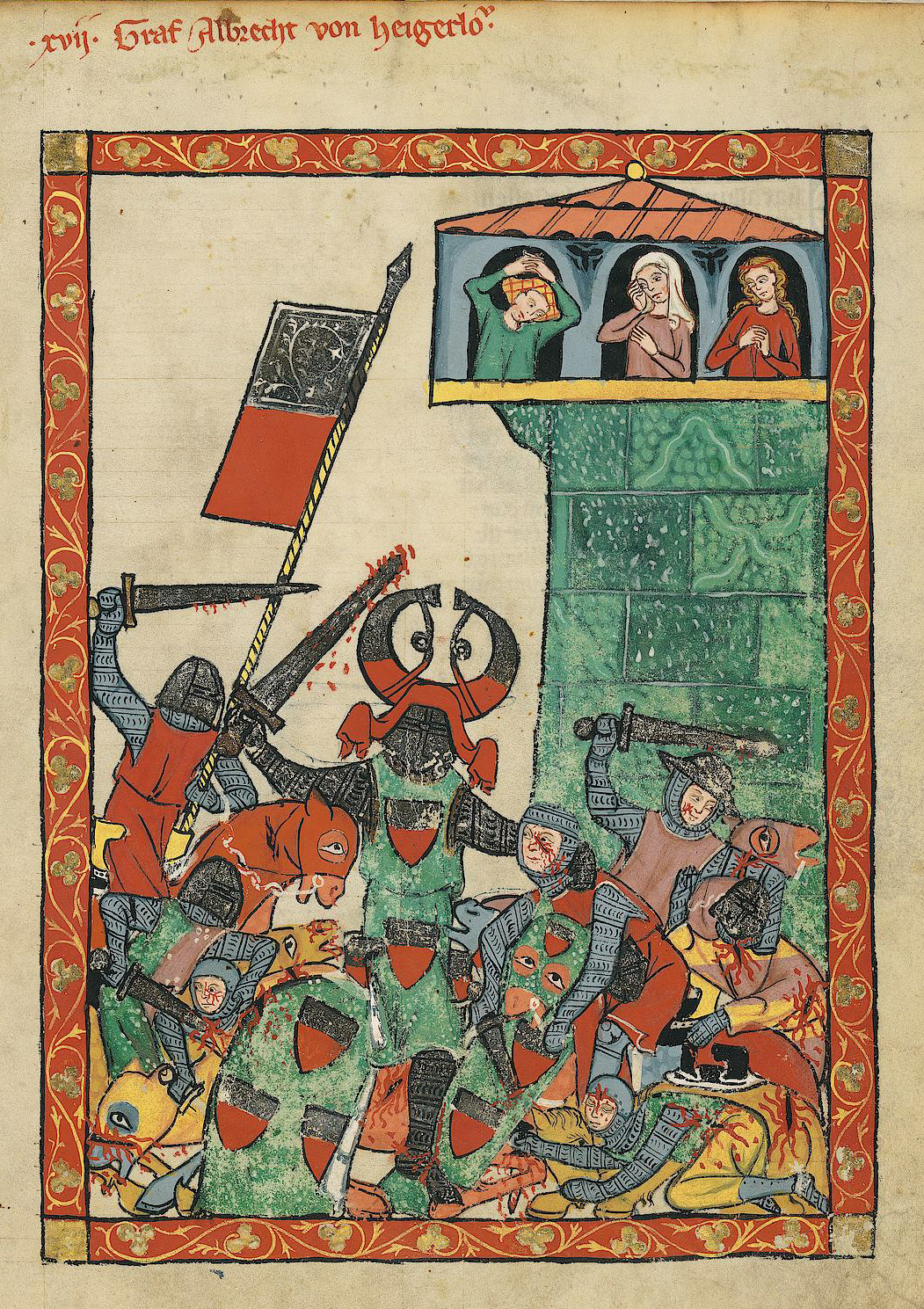
Codex Manesse: uma melê durante um torneio

Melê (em francês: mêlée; também conhecido em Portugal como "arraial de porradas"; traduzido para o português como "confusão", traduzido também como "entrevero") é uma expressão francesa que geralmente se refere a conflitos desorganizados e de curta distância envolvendo diversos combatentes. Isso acontece quando os grupos confrontantes ficam presos em lugares pouco espaçosos, abandonando suas táticas como uma unidade organizada e ao invés disso cada participante começa a lutar como uma unidade individual.